# L'home que es va perdre
L'home que es va perdre és una novel·la de Francesc Trabal i Benessat publicada l'any 1929.

## La novel·la
Després del seu primer llibre d'acudits, L'any que ve (1925), que l'havia situat com a humorista i escriptor dins de l'anomenat Colla de Sabadell, Francesc Trabal va emprendre la publicació de la seva primera novel·la. Amb el títol original de L'home que es va perdre i es va casar amb Antoinette Bordesvielles, el publica novament a través d'Edicions La Mirada, l'editorial que l'any 1924 havien funtat ell mateix, Joan Oliver i Armand Obiols, junt amb els poetes Josep Carner, Jaume Bofill i Carles Riba.
Junt amb la seva novel·la Vals (1936), ha esdevingut un bon exemple de l'escriptura de Trabal que cuina l'humor amb un peculiar punt de vista de les situacions i una sèrie de tècniques narratives originals, i ha fet que totes dues siguin considerades obres imprescindibles de la literatura catalana del segle xx.

### Argument
Lluís Frederic Picàbia, un jove burgès barceloní, veu la seva vida cap per avall el dia que la seva promesa el deixa. El xoc sentimental el porta a prendre perdre una nova vida que el condueix des de Nova York a París, a través de la Xina i el Caucas. Comença una veritable aventura, crea un negoci, recluta col·laboradors i desenvolupa una neurosi progressiva i delirant que es manifesta en l'afany de perdre coses. Entre un centenar d'altres peripècies absurdes i enigmes, desapareixen la corona sueca, pintures de Miró i una bonica secretària que més endavant apareix. Aconsegueix perdre des d'una ploma estilogràfica fins al parlament d'Estocolm o un hospici de nens xinesos.
Més que la versemblança d'aquests fets, el més rellevant és la caracterització dels personatges, els ambients senzills que s'hi descriuen i l'humor retratat en les situacions absurdes i les aventures complicades del protagonista que acabaran en tragèdia. Amb els anys, el mateix Picabia acaba signant la seva pròpia pèrdua i, totalment foll, devora la seva amant.
Segons el mateix Trabal,
| «                                          | Pot dir-se que es tracta, no d'una novel·la fantàstica, sinó, ben lluny d'això, d'una novel·la de la vida real. | » |
| — Francesc Trabal, L'home que es va perdre | |   |

### Relacions amb laDivina Comedia
L'home que es va perdre estableix una complexa relació intertextual principalment amb la Divina Comèdia de Dante Alighieri, però també amb Dan Yack, le Plan de l'aiguille, de Cendrars, Els assassinats del carrer de la Morgue, d'Edgar Allan Poe, i els films The Kid (1921) i The Crowd (1928), del seus admirats Charles Chaplin i King Vidor respectivament. El deute amb el cercle de Cocteau es plasma en el nom del protagonista: Lluís Frederic Picàbia. El cognom, òbviament, fa referència al pintor francès, mentre que el nom —en aquest cas, de manera força críptica— evoca el suís Cendrars, el nom real del qual era Frédéric-Louis Sauser.

### Edicions
- 1929. Sabadell: La Mirada.
- 1937. Barcelona: Edicions de la Rosa dels Vents.
- 1982. Barcelona: Quaderns Crema.[6]
- 1992. El hombre que se perdió. Barcelona: Sirmio. Traducció de Javier Cercas.[7]
- 2011. L'homme qui est perdu. París: Éditions Autrement, amb la col·laboració de l'Institut Ramon Llull. Traducció de Marie-Jose Castaing.[8]